# 新荻·洛夫
新荻·洛夫（英語：Sundai Love，1990年—），美國模特兒，來自加利福尼亚州，是《全美超級模特兒新秀大賽》第十三季的第五名，第十三季有別於其他賽季，只接受身高5尺7吋或以下的女孩參賽。她亦是一名學生及孤兒。

## 外部連結
- Exclusive Interview: Sundai Love of 'America's Next Top Model' Cycle 13 (BuddyTV) （页面存档备份，存于）
- Exclusive: Sundai Love talks about 'America's Next Top Model'(Reality TV World ) （页面存档备份，存于）